# Westwind – Wir Nordrhein-Westfalen in Berlin
Westwind – Wir Nordrhein-Westfalen in Berlin ist ein am 8. März 2008 in der „Botschaft des Westens“, der Vertretung des Landes Nordrhein-Westfalen beim Bund, gegründeter Verein. Der Verein will in der Hauptstadt und in Brandenburg für Nordrhein-Westfalen werben, über Politik, Wirtschaft und Wissenschaft, Kunst, Kultur und Sport des größten Bundeslandes informieren sowie Rheinländern, Westfalen und Lippern, die in Berlin leben und arbeiten, ein Netzwerk zur Verfügung stellen.

## Anliegen und Geschichte

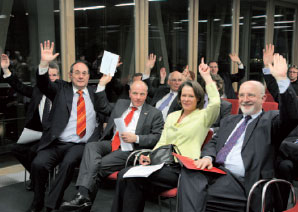
Westwind-Gründungsversammlung im Jahr 2008

Der Verein richtet sich vorrangig an Bürger, die aus Nordrhein-Westfalen stammen und deren Lebensmittelpunkt sich durch Arbeit oder private Umstände nach Berlin bzw. Brandenburg verlagert hat. Die Gründung des Vereins durch die NRW-Landesvertretung und die Zusammenarbeit zwischen Landesvertretung und Westwind e.V. stehen nicht zuletzt im Zusammenhang mit einer veränderten Einstellung der Politik zur Frage: Wer ist Bürger des Landes Nordrhein-Westfalen? Herkömmlich zählen dazu die Einwohner des Landes. Eine – zumindest in Deutschland – neue Sichtweise besteht darin, auch die aus dem Land „Abgewanderten“ weiterhin als Nordrhein-Westfalen zu betrachten und zu behandeln. Die Bevollmächtigte des Landes Nordrhein-Westfalen beim Bund würdigte den Westwind e.V. bei ihrer Ansprache auf der Mitgliederversammlung 2014 als „ein einzigartiges, vorbildloses Projekt …, ein Heimatnetzwerk, das mit öffentlichen Veranstaltungen aktiv für sein Land wirbt. Das gibt es in der Bundeshauptstadt kein zweites Mal!“
Der Verein versteht sich als Netzwerk von Persönlichkeiten aus Politik, Wirtschaft, Wissenschaft und Kultur. Durch gemeinsame Unternehmungen möchten sie das Zusammengehörigkeitsgefühl der Nordrhein-Westfalen in Berlin stärken und ihr Bundesland informell repräsentieren. In der Vereinssatzung heißt es hierzu: „Wir wollen über Innovationen in Gesellschaft, Wirtschaft und Kultur unseres Landes informieren und Sympathien für unsere Herkunftsregionen gewinnen. Unsere Aufmerksamkeit gilt dabei besonders der Bildung junger Menschen, der Unterstützung junger Talente und der Förderung frischer Ideen aus Nordrhein-Westfalen.“
Als Gründungsvorsitzender des Vereins amtierte Christoph Kannengießer von 2008 bis 2014. Am 14. Mai 2014 wurde Erik Bettermann, der langjährige Intendant der Deutschen Welle, zum Westwind-Vorsitzenden gewählt. Am 22. August 2017 ist Erik Bettermann aus dem Vorstand ausgeschieden. Am 13. März 2018 wurde Leo Dautzenberg zum neuen Vorsitzenden gewählt. Ihn unterstützt zurzeit ein zehnköpfiger Vorstand.

## Vereinsaktivitäten
Der Verein organisiert in Berlin zahlreiche Veranstaltungen und Projekte mit NRW-Bezug, die schwerpunktmäßig in der Vertretung des Landes Nordrhein-Westfalen beim Bund stattfinden. Zu den Westwind-Aktivitäten zählen Ausstellungen, Atelierbesuche, Stadtführungen und geführte Rundgänge zu Sehenswürdigkeiten der Hauptstadt, Lesungen, Konzerte, Kabarett-Veranstaltungen, "Westwind-Polittalks" mit Abgeordneten aus Nordrhein-Westfalen, die Teilnahme an Plenarsitzungen des Bundesrates sowie Stippvisiten in Institutionen der Politik, Verwaltung und Wirtschaft, Kunst und Kultur in Berlin. Dabei kooperiert der Westwind mit einer Vielzahl von Partnern.
Seit Dezember 2015 präsentiert der Verein in regelmäßigen Abständen eine Talk-Reihe unter dem Titel „NRW – ganz persönlich“: In der „Botschaft des Westens“ berichten Prominente aus Nordrhein-Westfalen über ihr Leben, berufliches Wirken und die Verbindung zu NRW. Zu den Gästen zählten bislang unter anderem Friedhelm Julius Beucher, Ulrich Deppendorf, Klaus Engel, Hannelore Kraft, Norbert Lammert, Rita Süssmuth und Klaus Töpfer.

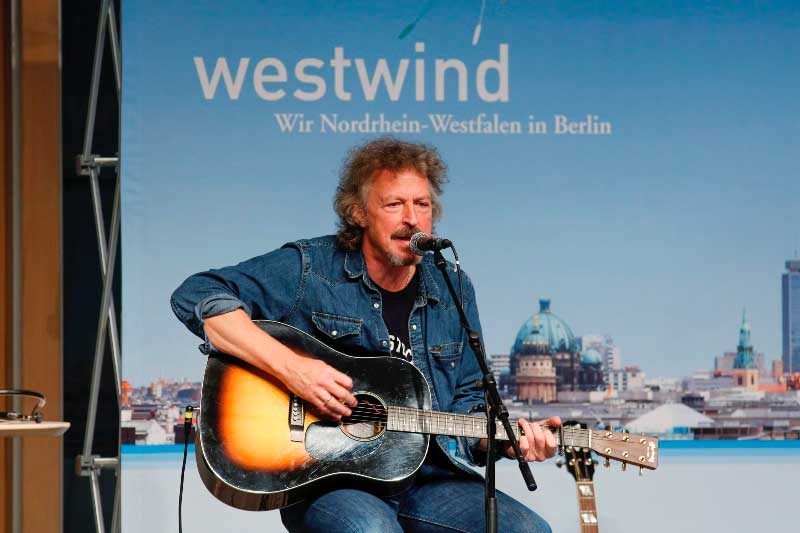
Wolfgang Niedecken bei einem Westwind-Konzertabend
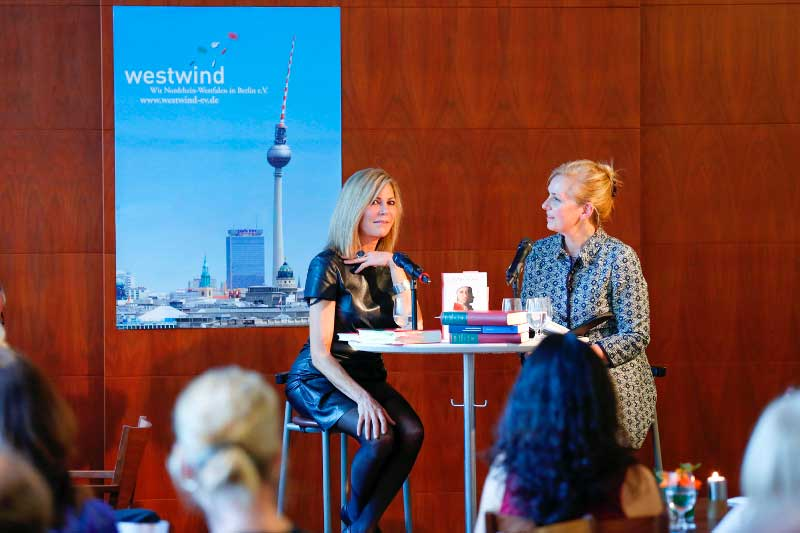
Eva Gesine Baur (links) und Annette Kreutziger-Herr bei einem Mozart-Abend
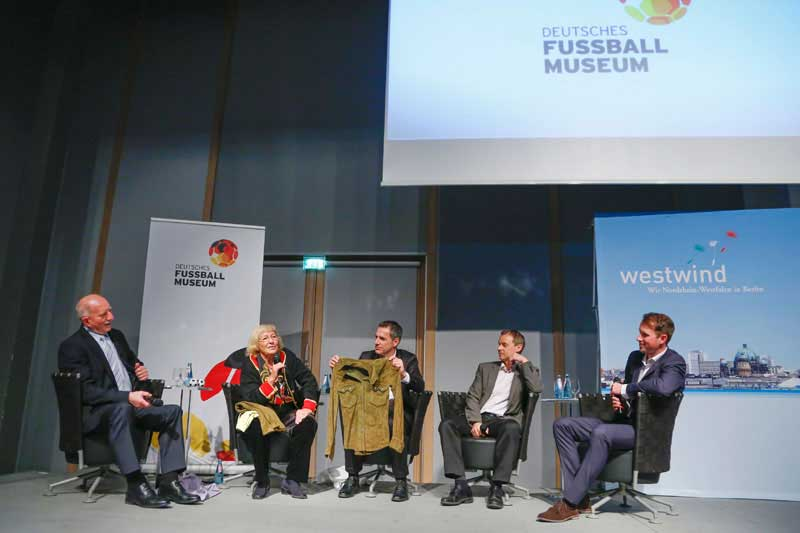
Präsentation des Projekts "Deutsches Fußballmuseum in Dortmund" in Berlin

## Vorstand
Leo Dautzenberg (Vorsitzender)
Norbert Lemken (stv. Vorsitzender)
Martin Schulte (Geschäftsführer)
Charlotte Steinseifer (Schatzmeisterin)
Hans-Henner Becker
Dr. Claudia Döring
Olivia Holik
Christa Korn-Wichmann
Dirk Müller
Norbert Neß
Dr. Mark Speich (als Bevollmächtigter des Landes NRW beim Bund)

## Bekannte Mitglieder
Hermann-Josef Arentz
Konrad Beikircher (Ehrenmitglied)
Leo Dautzenberg
Bärbel Dieckmann
Jochen Dieckmann
Friedel Drautzburg
Hermann Gröhe
Harald Grunert
Peter Heesen
Christoph Kannengießer
Norbert Lammert (Ehrenmitglied)
Michael Mertes
Franz Müntefering (Ehrenmitglied)
Dietmar Nietan
Christina Rau
Dagmar Reim (Ehrenmitglied)
Norbert Röttgen
Franz Schoser